# Ulica gen. Tadeusza Bora-Komorowskiego w Warszawie
Ulica gen. Tadeusza Bora-Komorowskiego – ulica w dzielnicach Praga-Południe i Wawer w Warszawie.
Ulica jest dwujezdniowa o dwóch pasach ruchu ze ścieżką rowerową na odcinku od Trasy Siekierkowskiej do skrzyżowania z ul. Fieldorfa i jednojezdniowa, nieposiadająca ścieżki rowerowej w dalszym biegu.

## Przebieg
Ulica gen. Tadeusza Bora-Komorowskiego w Warszawie jest częścią ciągu: Bora-Komorowskiego – Egipska – Saska.

## Historia
Pierwotnie ul. Bora-Komorowskiego nosiła nazwę ul. Aleksandra Zawadzkiego. Obecną nazwę nadano w lutym 1991.
W październiku 2006 spółka Skanska S.A. podpisała umowę na przebudowę ul. Bora-Komorowskiego. Przebudowa objęła odcinek od ul. Umińskiego i ul. Jugosłowiańskiej do ul. Fieldorfa, łącznie z parkingami i drogą manewrową po północnej stronie ul. Bora-Komorowskiego. Przebudowywany odcinek stał się drogą dwujezdniową o dwóch pasach ruchu z drogą rowerową. Został oddany do użytku 28 września 2007.